# Mathilde van Brunswijk
Mathilde van Brunswijk-Lüneburg (circa 1276 — 26 april 1318) was een Duitse prinses uit het huis Welfen. Via haar geboorte was ze hertogin van Brunswijk-Lüneburg en via haar huwelijk was ze hertogin van Glogau.

## Levensloop
Mathilde was de enige dochter van hertog Albrecht I van Brunswijk-Lüneburg en diens tweede echtgenote Adelheid (1242-1284/1285), een dochter van markgraaf Bonifatius II van Monferrato.
In maart 1291 huwde ze met hertog Hendrik III van Glogau, die zo een machtige bondgenoot kreeg in zijn strijd tegen hertog Hendrik V van Silezië. Het huwelijk was zeer succesvol en Mathilde baarde negen kinderen; vijf jongens en vier meisjes. 
Toen in 1309 haar echtgenoot overleed, erfde Mathilde het hertogdom Glogau. De rest van zijn hertogdommen ging naar hun vijf zoons. Ondanks dat de oudste zoon Hendrik IV al in staat was om te regeren, werden de vijf zoons tot in 1312 onder het regentschap van hun moeder geplaatst. Toen Mathilde in 1318 overleed, ging het hertogdom Glogau naar Hendrik IV en zijn jongste broer Przemko II. Dit bleef zo tot in 1321, toen de twee broers hun gezamenlijke domeinen onderling verdeelden en Przemko het hertogdom Glogau kreeg.

## Nakomelingen
- Hendrik IV (1292-1342), hertog van Żagan
- Koenraad I (1294-1366), hertog van Oels
- Bolesław (1295-1321), hertog van Oels
- Agnes (1293/96-1361), huwde in 1309 met hertog Otto III van Beieren en in 1329 met graaf Alram van Hals
- Salomea (1297-voor 1309)
- Jan (1298-1365), hertog van Ścinawa
- Catharina (1300-1323/1326), huwde voor 1317 met markgraaf Johan V van Brandenburg en in 1319 met graaf Johan III van Holstein-Kiel
- Przemko II (1305-1331), hertog van Glogau
- Hedwig (1308-voor 1309)